# Пикус (микрорегион)

Пикус на карте.

Пикус (порт. Microrregião de Picos) — микрорегион в Бразилии, входит в штат Пиауи. Составная часть мезорегиона Юго-восток штата Пиауи. Население составляет 199 627 человек (на 2010 год). Площадь — 10 315,192 км². Плотность населения — 19,35 чел./км².

## Демография
Согласно сведениям, собранным в ходе переписи 2010 г. Национальным институтом географии и статистики (IBGE), население микрорегиона составляет:
| Полное население                             | Полное население                             | Полное население                             | Полное население                             | 199 627 |
| -------------------------------------------- | -------------------------------------------- | -------------------------------------------- | -------------------------------------------- | ------- |
| в том числе:                                 | Городское население                          | 116 148                                      | Процент городского населения, %              | 58,18   |
|                                              | Сельское население                           | 83 479                                       | Процент сельского населения, %               | 41,82   |
|                                              | Мужское население                            | 97 167                                       | Процент мужского населения, %                | 48,67   |
|                                              | Женское население                            | 102 460                                      | Процент женского населения, %                | 51,33   |
| Плотность населения, чел/км²                 | Плотность населения, чел/км²                 | Плотность населения, чел/км²                 | Плотность населения, чел/км²                 | 19,35   |
| Население микрорегиона в % к населению штата | Население микрорегиона в % к населению штата | Население микрорегиона в % к населению штата | Население микрорегиона в % к населению штата | 6,40    |

## Статистика
- Валовой внутренний продукт на 2003 год составляет 379 001 842,00 реалов (данные: Бразильский институт географии и статистики).
- Валовой внутренний продукт на душу населения на 2003 год составляет 1974,87 реалов (данные: Бразильский институт географии и статистики).
- Индекс развития человеческого потенциала на 2000 год составляет 0,635 (данные: Программа развития ООН).

## Состав микрорегиона
В составе микрорегиона включены следующие муниципалитеты:
1. Аруэйрас-ду-Итаин
2. Бокайна
3. Кажазейрас-ду-Пиауи
4. Колония-ду-Пиауи
5. Дон-Эспедиту-Лопис
6. Жеминиану
7. Ипиранга-ду-Пиауи
8. Уэйрас
9. Пакета
10. Пикус
11. Санта-Крус-ду-Пиауи
12. Санта-Роза-ду-Пиауи
13. Сантана-ду-Пиауи
14. Сусуапара
15. Сан-Жозе-ду-Пиауи
16. Сан-Жуан-да-Канабрава
17. Сан-Жуан-да-Варжота
18. Сан-Жулиан
19. Сан-Луис-ду-Пиауи
20. Танки-ду-Пиауи
21. Валл-Феррас